# Wick Academy F.C.

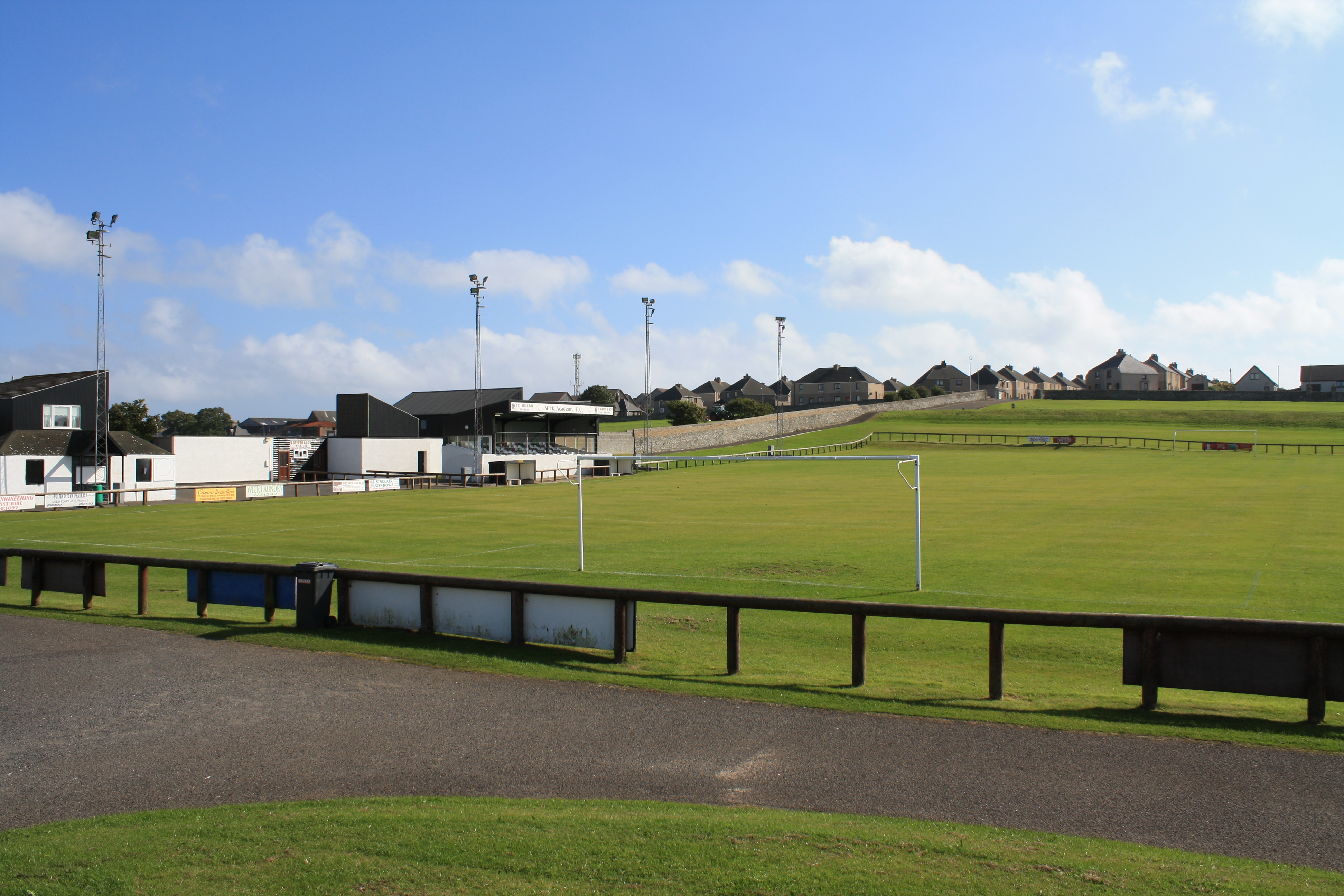
Harmsworth Park, Spielort des Wick Academy F.C.

Wick Academy Football Club (Wick Academy F.C.) ist ein schottischer Fußballverein aus der Hafenstadt Wick, der 1893 gegründet wurde. Der Club spielt seit 1994 in der fünftklassigen (semi-professionellen) Highland Football League. Spielort ist der Harmsworth Park mit 2.412 Plätzen (davon 102 Sitzplätze). Wick Academy F.C. ist der am weitesten im Norden liegende Club des schottischen Profi-Ligen-Systems.